# Florentiner

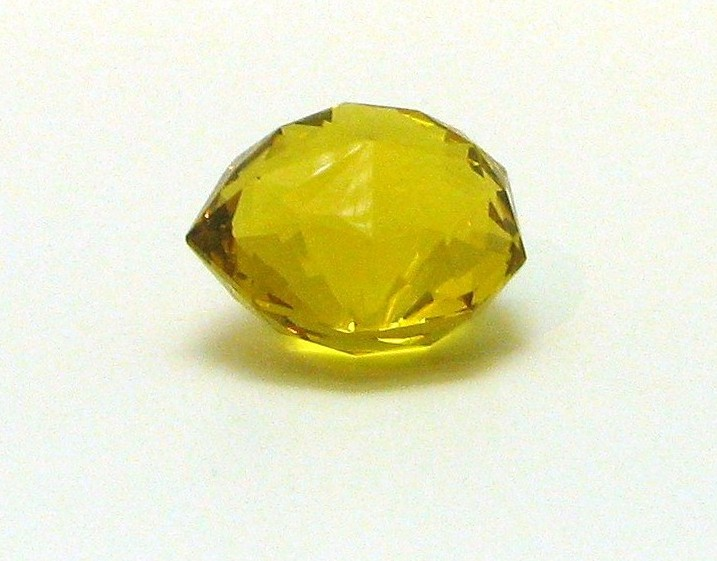
Kopie van de Florentiner

De Florentiner is of was een bijzonder grote gele diamant die aan Karel de Stoute en later aan de Habsburgse vorsten heeft toebehoord en sinds 1918 spoorloos is verdwenen.
De Florentiner werd ook wel de "Großherzog der Toskana“,"Österreicher“ en “Toscaner” genoemd. De grote gele diamant had in 1918 een gewicht van 137,2 karaat. Dat hield in dat de steen zo groot was als een walnoot. De steen was zeer helder, hij had weinig insluitingen en fonkelde mooi. De kleur wordt beschreven als "geel" of "iets gelig". Er bestaan geen kleurenfoto's van de Florentiner en de precieze kleur is onzeker. In 1918 was de steen als een Briolette met steeds negen zich herhalende facetten geslepen. De herkomst is niet gedocumenteerd maar dergelijke grote stenen kwamen indertijd uit de nu uitgeputte Golkondamijnen in India. De laatst bekende eigenaar was de Oostenrijkse keizerlijke familie. Die raakte de diamant, samen met veel andere bezittingen, kwijt aan de Zwitserse oplichter Bruno Steiner. De diamant kwam in het najaar van 1921 onder valse voorwendsels in zijn handen en is sindsdien, net als Bruno Steiner en zijn familie, spoorloos verdwenen.
De chemische compositie en de kristalstructuur van de Florentiner zijn voor zover bekend nooit onderzocht. De meest gezochte gele stenen danken hun kleur aan stikstofatomen die in het kristalraster de plaats van zuurstofatomen innemen (Fancy intens geel). De Florentiner werd zo hoog geroemd dat het een "Fancy intens gele" steen kan zijn geweest. Het kan ook een "Cape type Ia yellow" geweest zijn. In zulke stenen absorbeert een concentratie van kleine groepen stikstofatomen de golflengtes in het violetgedeelte van het zichtbare lichtspectrum en geeft de atomen daardoor een gele verschijning.

## Geschiedenis van de Florentiner
De Florentiner dook uit een niet gedocumenteerd en ook verder schimmig verleden op maar werd daarna als edelsteen van de Habsburgse collectie goed bewaard. Waarschijnlijk is de steen afkomstig uit de mijnen van Golkonda De steen werd in de laatste jaren van de monarchie tentoongesteld in de beroemd en berucht geworden vitrine No. 13. In de nacht van 31 oktober op 1 november 1918 heeft opperkamerheer Leopold graaf Bechthold deze vitrine met aan de Habsburgers toebehorende sieraden in opdracht van de inmiddels buiten de regering gezette keizer Karel I van Oostenrijk leeggehaald.

### Mogelijke herkomst
Het is niet met zekerheid bekend waar de Florentiner zich vóór de 16e eeuw heeft bevonden, maar de laatste grote Bourgondische hertog Karel de Stoute (1467-1477) komt in twee van de drie historische overleveringen voor. Een derde overlevering legt een verband tussen de steen en het koloniale bezit dat Portugal in Voor-Indië verwierf.

#### De legende van de op het slagveld van Nancy in 1477 gevonden steen

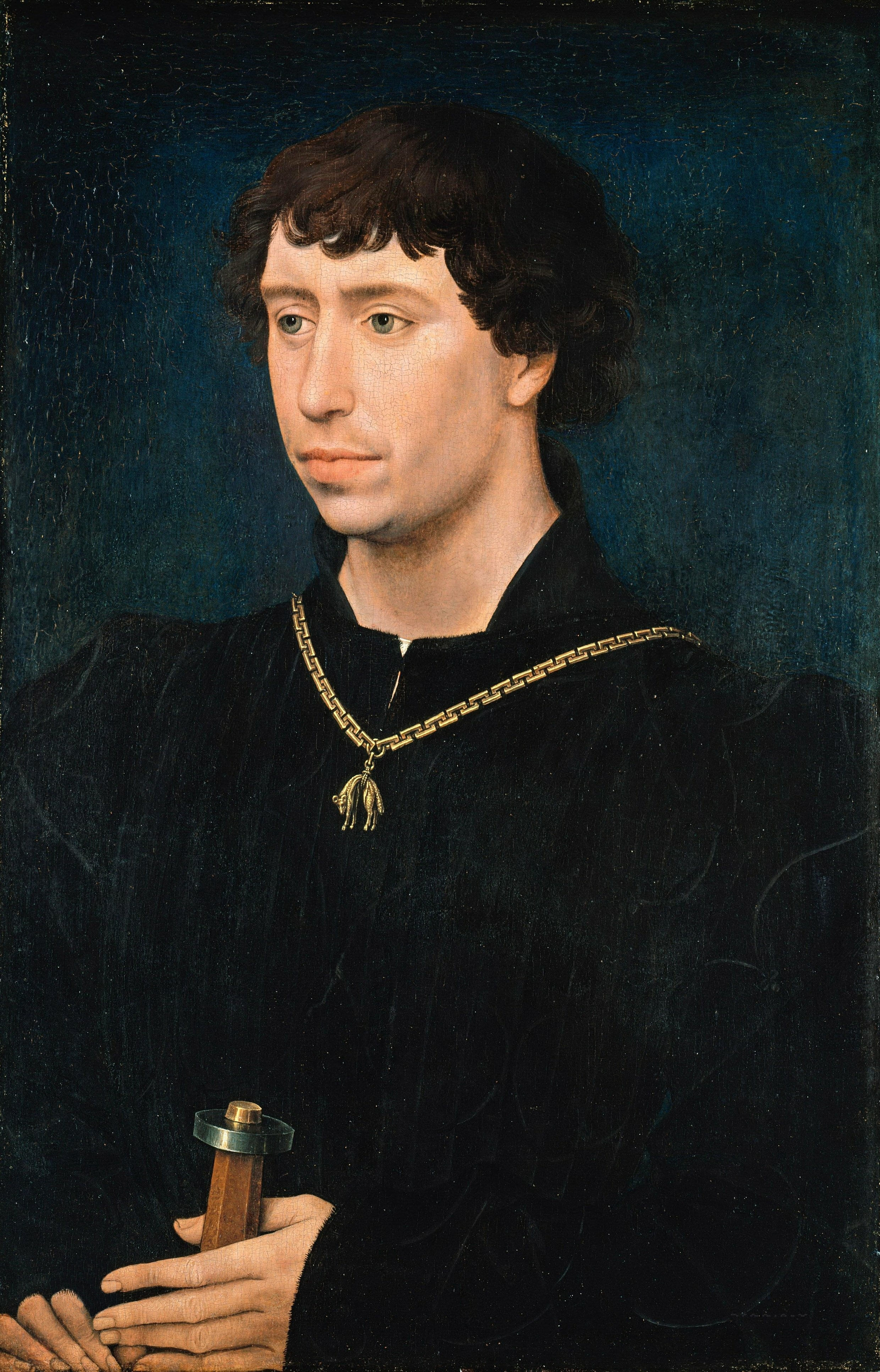
Karel de Stoute

Karel de Stoute was rijk en machtig. Hij bezat volgens inventarissen drie grote diamanten waarvan één "zo groot als een walnoot en geel van kleur" was. Misschien was dit de latere Florentiner.
De door Karel geregeerde Vlaamse steden Brugge en Antwerpen waren belangrijke verkoopcentra voor juwelen en diamanten. De Vlaming Ludwig van Berquen die de moderne diamantslijpmethode heeft uitgevonden zou de steen hebben geslepen en gepolijst met behulp van andere, minder fraaie stenen en stof van diamant. Voor het midden van de 15e eeuw werden diamanten alleen gekloofd. Zij golden als "ondoordringbaar". In de door hem verloren Slag bij Nancy droeg Karel de Stoute drie grote diamanten bij zich. Een daarvan was lpgeel en zo groot als een walnoot.
Een Zwitserse landsknecht zou de glinsterende steen hebben opgepakt. Hij dacht dat het om geslepen glas ging en verkocht de oorlogsbuit voor een gulden aan de pastoor van Montagny. Ook de plattelandsgeestelijke was zich van de waarde niet bewust en hij verkocht de steen op zijn beurt voor drie gulden aan de stad Bern. De Bernse burger Bartholomäus May kocht de inmiddels als diamant herkende steen voor 5.000 gulden van de stad waarbij de rechter of Schultheiß die toezicht op de bezittingen hield een commissie van 400 gulden opstreek. De stad Genua kocht de steen voor 7.000 gulden. Ludovico Sforza (1452-1508), de rijke en machtige hertog van Milaan, wordt als volgende eigenaar genoemd. Als volgende eigenaar wordt paus Julius II genoemd en volgens deze lezing zou de steen tot onder de regering van paus Pius V uit het huis der Medici in pauselijk bezit zijn gebleven. De in Florence en Toscane regerende Medici's waren met zekerheid de volgende bezitter want in 1657 zag de diamanthandelaar Jean-Baptiste Tavernier een grote gele diamant in de juwelenverzameling. Tavernier gaf de tot dan toe naamloze steen de naam "Florentiner". De laatste groothertog uit het huis der Medici stierf in 1737 zonder nakomelingen en liet Toscane en de grote gele diamant na aan keizer Frans I Stefan die met Maria Theresia uit het huis Habsburg was gehuwd. De steen die in de stukken "Großherzog der Toskana" werd genoemd kwam in de juwelenverzameling der Habsburgers terecht die in Wenen werd bewaard. Keizerin Maria Theresia noemde de steen "Florentiner" en onder deze naam is de grote gele diamant bekend gebleven.

#### De oorlogsbuit van Bazel na de Slag bij Nancy in 1477
Een tweede overlevering meldt dat de grote gele diamant van Karel de Stoute in 1477 deel van de Bourgondische buit van de stad Bazel was. In 1574 zou Hendrik VIII van Engeland de steen hebben verworven die via Eduard VI van Engeland en het huwelijk van Maria I van Engeland in de collectie van Filips II van Spanje zou zijn beland. Hoe de steen van de verzameling van de Spaanse Habsburgers in die van Oostenrijkse Habsburgers is beland vertelt deze overlevering niet.

#### De legende van de Portugese oorlogsbuit in India
Een derde overlevering plaatst de steen in ongeslepen vorm in de schatkamer van Vijayanagar (Narsingha) in het huidige India. De steen werd door de Portugezen buitgemaakt en naar Goa gebracht waar gouverneur Ludovico Castro, graaf van Montesanto, de steen voor 35.000 escudo's aan groothertog Ferdinand I van Toscane heeft verkocht. De Venetiaanse diamantslijper Pompeo Studendoli zou vervolgens vier jaar lang aan de steen hebben gewerkt. Het langdurige slijpproces was in 1615 voltooid en de steen kwam in de juwelenverzameling van de Medici's terecht. Via Frans Stephan en Maria Theresia kwam de steen volgens deze lezing van de gebeurtenissen in het bezit van het huis Habsburg.

### De Florentiner in de Weense wereldlijke schatkamer

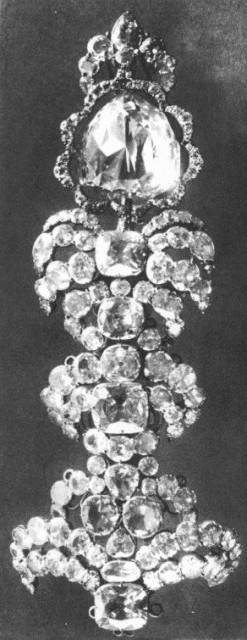
De Florentiner bevond zich toen deze foto werd gemaakt nog in de Hutagraffe

De Florentiner werd als onderdeel van een agrafe of hoedversiering in vitrine XIII van de wereldlijke schatkamer van de Weense Hofburg tentoongesteld. In de vitrine lagen behalve dit inmiddels ouderwets geworden juweel dat de grote gele diamant, kleinere solitairen en diamanten bestond nog andere met diamanten versierde juwelen zoals de versierselen van de Orde van het Gulden Vlies. Alle sieraden in deze vitrine werden in de inventaris als privébezit van de Habsburgers beschreven.

### De Florentiner na het einde van de Oostenrijkse monarchie
De Oostenrijkse monarchie stortte in de herfst van 1918 onverwacht snel ineen. Op 16 oktober 1918 probeerde Karl om de Oostenrijkse helft van de Dubbelmonarchie, het zogenaamde "Cisleithanië", als federale staat met verregaande autonomie voor de nationaliteiten te laten voortbestaan. De uitnodiging werd aangenomen door Boheemse, Poolse, Kroatische en Duitse bestuurders maar tot teleurstelling van Karl verklaarden zij hun voormalige kroonlanden onafhankelijk. Overal werd de republiek uitgeroepen. Als laatste volgde de regering in Wenen die de keizer op 29 oktober liet weten dat zij de volgende dag in Wenen de "Republik Deutsch Österreich" uit zou roepen.
In de laatste weken van oktober waren de Oostenrijks-Hongaarse troepen door de Italianen tot dicht bij de Alpen teruggedrongen. Met name Hongaarse soldaten sloegen aan het muiten. Op 31 oktober 1918 maakte de Hongaarse regering een einde aan de politieke unie met Oostenrijk. Het leger was al in Hongaarse en Oostenrijkse eenheden uiteengevallen en de Hongaren werden van het front teruggeroepen.
Het opperbevel moest om een wapenstilstand aan het Italiaans-Oostenrijkse front vragen. Om de wapenstilstand met Italië die op 3 november 1918 in Villa Giusti werd gesloten niet te hoeven ondertekenen werd generaal Arthur Arz von Straußenburg die dag tot opperbevelhebber van de nog loyale troepen in plaats van keizer-koning Karl I benoemd.
Op 4 november 1918 nam veldmaarschalk Hermann Kövess von Kövesshaza het opperbevel op zich. Op 6 november zag de regering in Wenen zich gedwongen om alle troepen te demobiliseren. De troepen keerden met hun wapens terug naar een uitgehongerd en gedestabiliseerd Oostenrijk waar grote demonstraties tegen de Habsburgers werden gehouden.
Op 9 november riep de Duitse regering in Berlijn zonder toestemming van de in het Belgische Spa verblijvende keizer de Republiek Duitsland uit.
De laatste keizerlijk-koninklijke regering onder premier Heinrich Lammasch, het zogenaamde "Liquidationsministerium", dwong Karl I op 29 oktober om van "ieder aandeel in de regeringszaken in de Oostenrijkse helft van de dubbelmonarchie af te zien". Karl regeerde nu over een keizerrijk zonder grondgebied. In de nacht van 11 op 12 november 1918 ontvluchtte de keizerlijke familie het door bijna alle hovelingen en lijfwachten verlaten Schloss Schönbrunn. Ze trokken zich terug op Schloss Eckartsau. Wat Hongarije betreft deed Karl op 13 november 1918 in Schloss Eckartsau op eendere wijze afstand van zijn rol in de regering. Ook hier trad de laatste Apostolische Koning niet af. Staatskanselier Karl Renner en andere Duits-Oostenrijkse politici lieten de nu machteloze keizer het ontslag van zijn eveneens machteloze rijksregering tekenen en lieten de vorst vastleggen dat alle militairen en ambtenaren van hun eed van trouw waren ontslagen.
Op aandringen van keizerin Zita deed Karl geen troonsafstand. De zeer vrome Zita kon dat niet met haar opvattingen over het godgegeven recht van de keizer op de regering verenigen.
In de in een proclamatie van 30 oktober 1918 uitgeroepen republiek Deutsch Österreich werd de Verzichtserklärung op 11 november 1918 officieel geproclameerd.
In de nacht van 31 oktober op 1 november 1918 haalde opperkamerheer Leopold graaf Bechthold vitrine 13 van de wereldlijke schatkamer helemaal leeg. De opperkamerheer verwijderde ook elf met diamanten en edelstenen versierde onderscheidingen uit vitrine 12. De weggenomen sieraden in vitrine waren volgens de inventaris van de Schatkamer particulier eigendom van de keizerlijke familie. De kostbaarheden werden naar het Paleis Schönbrunn overgebracht.
Het ging om negen kostbare versierselen van de Orde van het Gulden Vlies, met diamanten, smaragden en robijnen versierde sterren van de vier Oostenrijkse orden en een met witte en gele diamanten versierde ster van de Leopoldsorde.
In vitrine XIII bevonden zich dertig catalogusnummers. Sommige bestonden uit meerdere sieraden. Het ging onder andere om de met diamanten versierde Hongaarse kroon van koningin Elisabeth, aigrettes, gouden knopen, een grote chaton, devant de corsage, een garnituur sieraden met smaragden, parels, een met edelstenen versierd teken van de Orde van het Sterrenkruis, horloges, ringen, armbanden en colliers. De scheiding van staatsvermogen en particulier vermogen van de familie der Habsburgers was al tijdens de regering van keizerin en koningin Maria Theresia duidelijk vastgelegd. De opperkamerheer heeft uit de gewelfde zalen van de Hofburg alleen die sieraden meegenomen die tot het particulier vermogen behoren.
Op 4 november 1918 bracht graaf Bechtold de kostbaarheden naar het neutrale Zwitserland. Hij werd op het Weense Westbahnhof door linkse spoorarbeiders aangehouden die zich op een keizerlijke wet beriepen die de export van kostbaarheden in oorlogstijd verbood. Na overleg met de politie werd graaf Bechtold weer vrijgelaten, hij mocht met zijn kostbare bagage naar Zürich reizen. Daar werden de kostbaarheden in de kluis van de Schweizerische Nationalbank gedeponeerd.
Op 16 november werd in Boedapest door premier Mihály Károlyi de Republiek Hongarije uitgeroepen.

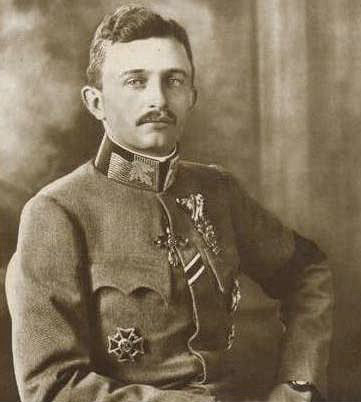
Karl I van Oostenrijk

Toen de uitvoer van de juwelen bekend werd begon de politieke discussie over het onteigenen van het bezit van de Habsburgers. In 1919 en 1921 werd tweemaal een zogenaamd Habsburger-Gesetz vastgesteld waarin de keizerlijke familie vrijwel alle bezit verloor en de titels werden afgeschaft. Karl en zijn vrouw Zita werden gedwongen in ballingschap te gaan. Omdat de Habsburgers buiten hun eigen land geen enkel bezit hadden bleef van het ooit reusachtige vermogen alleen de juwelenschat in Zürich over.

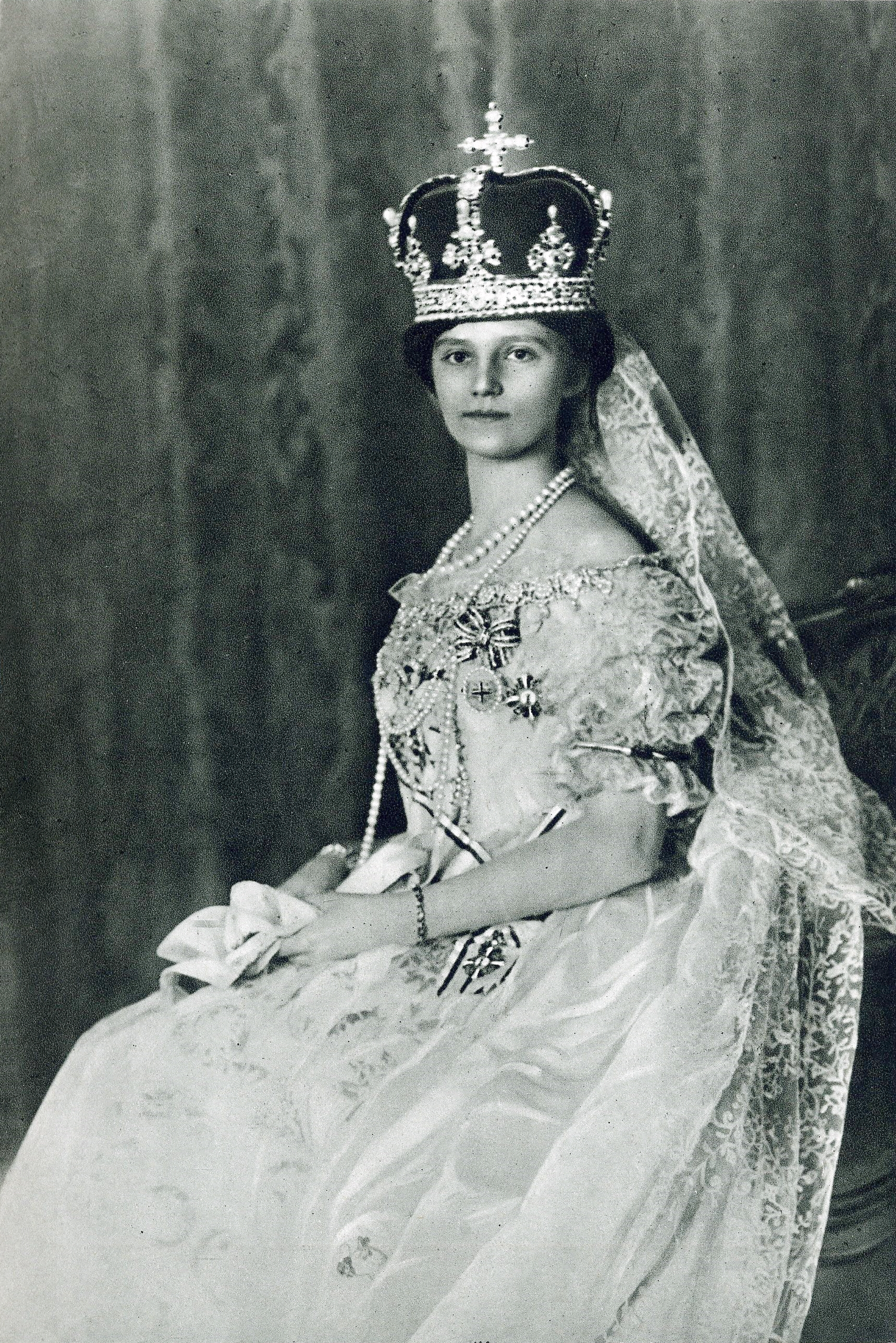
Zita met de verdwenen koninginnenkroon van Elisabeth

Om de minder belangrijke stenen en parels te kunnen verkopen zochten de keizer en keizerin de hulp van de Zwitser Bruno Steiner, de financieel adviseur van de in 1914 vermoorde Franz Ferdinand.
Bruno Steiner zocht in 1919 contact met de diamantair Alphons Sonderheimer. Deze niet erg vooraanstaande zakenman kon de stenen niet kopen, maar hij vond de Franse financier Jacques Bienenfeld bereid om de koopsom voor te schieten. Sonderheimer kocht met het krediet de stenen die uit hun zetting werden gehaald. Een provisie van 10% was voor Steiner, die ook het sloopgoud achteroverdrukte. De Florentiner bleef samen met de belangrijkste en historisch meest waardevolle objecten, waaronder waarschijnlijk de koninginnenkroon, in de bankkluis achter.
Op 18 april 1920 werd de wereldlijke schatkamer in Wenen zonder veel ruchtbaarheid weer geopend. Het ontbreken van de kostbare en historisch belangrijke objecten in de vitrines XII en XIII veroorzaakte desondanks een schandaal.
In 1921 dacht Karl opnieuw kans te maken op de troon van Hongarije. Om een herstel van zijn macht te kunnen realiseren was een grote hoeveelheid geld nodig. Steiner regelde dat de Habsburgers een krediet mochten opnemen tegen onderpand van de eerder onvervreemdbaar geachte juwelen (waaronder de Florentiner).
Karl wist niet dat Steiner zoveel had verdiend aan de verkoop van de eerste set juwelen en het verduisteren van het goud van de zettingen dat hij dat geld zelf had kunnen voorschieten. In ruil voor 1,6 miljoen Zwitserse frank werden de juwelen met bemiddeling van Steiner aan Sonderheimer in vuistpand gegeven. Sonderheimer rook een goede handel want hij wist niet alleen dat de stenen, het goud en de parels zeer veel meer waard waren, hij ging ervan uit dat Karl het pand nooit zou kunnen inlossen omdat de Hongaren hem niet als koning terugwensten, en de buurlanden op de Hongaarse troon geen Habsburger met oude aanspraken op tronen en grondgebied zouden dulden. De restauratie van de Habsburgers in oktober 1921 mislukte. Op aandringen van de Hongaarse en andere Balkanregeringen werd Karl als politiek onruststoker op een Britse kruiser naar het Portugese eiland Madeira gebracht.

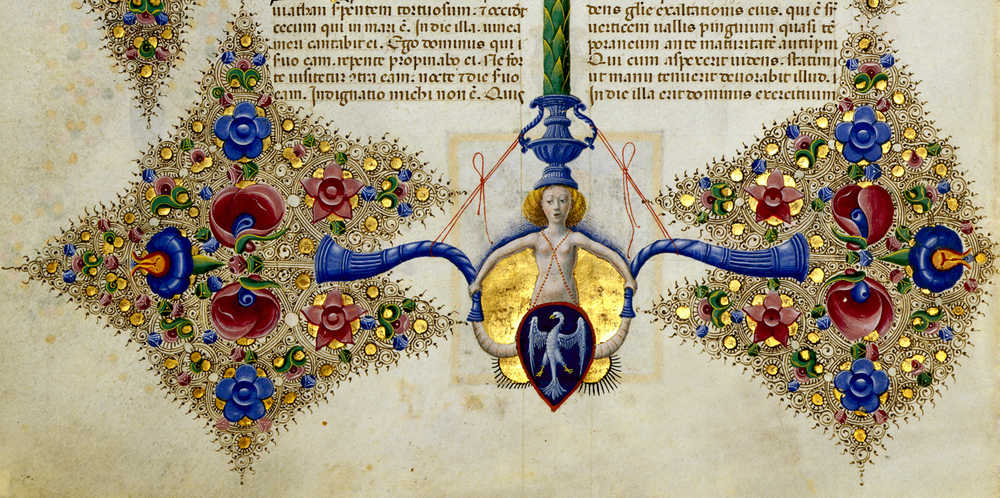
Verluchting uit de Borso-Bijbel

Toen het keizerlijk paar veilig ver weg op Madeira was meldden Bruno Steiner en Bienenfelds zich bij Sonderheimer met de mededeling dat zij het pand kwamen inlossen. Zij zouden daartoe door Karl gemachtigd zijn. In ruil voor 1,6 miljoen Zwitserse frank kregen Steiner en Bienenfelds een schat aan juwelen met een waarde van minstens 3,2 miljoen Zwitserse frank mee. Steiner vertrok naar Wiesbaden.
Op 12 januari 1921 keerde keizerin Zita met een Portugees paspoort terug in Zwitserland. Zij moest om haar gezin te kunnen onderhouden de "Florentiner" en de Borso-bijbel van de hand van Crivelli verkopen. Het keizerspaar wist dat er Amerikaanse gegadigden waren en zij waren tot het besluit gekomen om voor de diamant beslist niet minder dan 10 miljoen frank te vragen. De bijbel moest vijf miljoen opbrengen. Zita stelde vast dat Sonderheimer de schatten niet meer in bezit had en dat Steiner spoorloos was verdwenen.
De onttroonde keizerin-koningin keerde met lege handen terug naar Madeira, waar haar gezin inmiddels straatarm in een onverwarmde villa leefde. Er was geen geld voor behoorlijk voedsel of een visite van de huisarts en de kinderen liepen blootsvoets bij gebrek aan schoenen. Keizerin Zita heeft voor haar vertrek uit Zwitserland nog wel aangifte tegen Steiner gedaan. Van een vervolging kwam niets.
Prins Xavier van Bourbon-Parma ging in plaats van zijn zuster op zoek naar Steiner en de verloren schatten van de Habsburgers. Steiner werd met vrouw en twee kinderen opgespoord in een hotel in Wiesbaden. De Steiners leefden daar onder een valse naam. De hevig geschrokken Steiner vertelde prins Xavier dat de sieraden in een safe van een plaatselijke bank lagen. Steiner beloofde de prins dat hij de volgende dag om acht uur 's ochtends met hem naar de bank zou gaan. Xavier vertrouwde de zaak niet en verscheen al om zeven uur in het hotel, maar de familie Steiner was al met onbekende bestemming vertrokken. Steiner is in de jaren 30 arm gestorven.

## De spoorloos verdwenen Florentiner

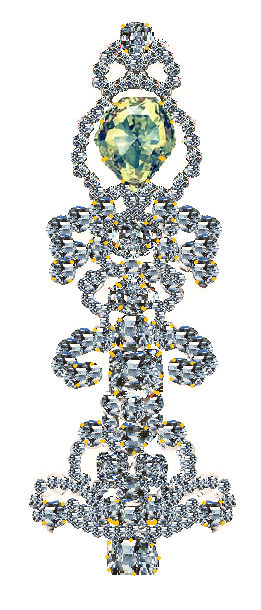
Reconstructie van de agrafe met bovenin de gele diamant

De diamant geldt sinds 1921 als spoorloos verdwenen. Een bezitter die niet te goeder trouw was kan de steen in onidentificeerbare kleine stenen hebben laten zagen en splijten, die niet te traceren en gemakkelijker te verkopen zijn dan de wereldberoemde gele Florentiner. Het is ook mogelijk dat Karl zijn edelsteen heeft laten slijpen om te voorkomen dat de Oostenrijkse staat en de inlichtingendiensten van Hongarije en andere landen ontdekten dat hij fondsen verzamelde om de Hongaarse troon terug te winnen.
De vakpers en historici zijn steeds gespitst op de Florentiner of delen van de unieke gele steen. Wanneer ergens op een veiling een grote gele edelsteen opduikt circuleren al snel geruchten dat het om de opnieuw geslepen Florentiner of delen van de Florentiner gaat.

### De in 1923 in Amerika aangeboden gele diamant
In 1923 werd in de Verenigde Staten een grote kussenvormige gele diamant onder de naam "Shah d’Iran" aangeboden. De steen woog 99,52 karaat en trok de aandacht van de mensen die naar de Florentiner zochten. Daartegenover staat de indertijd gedane mededeling dat het om een in de 18e eeuw door Nadir Sjah in Delhi buitgemaakte steen uit de schat der Moguls ging.

### De in 1923 in Genève aangeboden gele diamant
In de herfst van 1923 werd bij Christie's in Genève een ongewoon grote gele diamant aangeboden. De steen woog 81,56 karaat en was naamloos. De herkomst van de steen, die samen met veertien kleinere diamanten en een collier was verwerkt, bleef onbekend. Wie het winnende bod van 600.000 Zwitserse frank heeft uitgebracht is ook onbekend. Diamantairs betwijfelen of bij splijting van de Florentiner zo'n grote steen kan zijn overgeschoten.

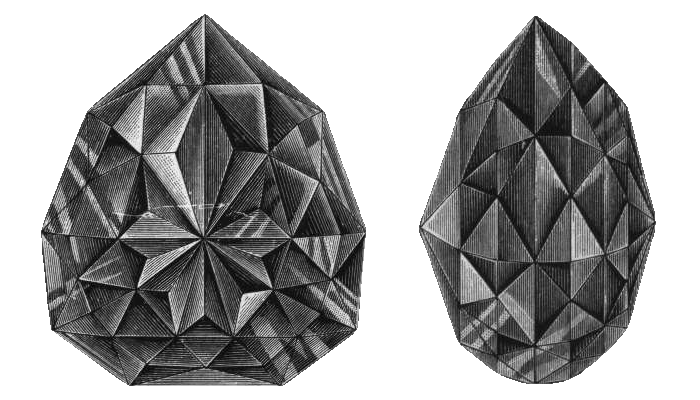
Afbeelding van de Florentiner in Nordisk familjebok

## Geruchten in 1938
Op 24 april 1938 meldde de Europese pers dat Otto van Habsburg de Florentiner op de Amsterdamse diamantbeurs voor 2 miljoen rijksmark te koop zou hebben aangeboden.

## Onbetrouwbare memoires uit 1966
In 1966 werd de geschiedenis van de Florentiner weer opgerakeld in een boek. Alphonse Sondheimer, die een deel van de sieraden van de Habsburgers had gekocht, publiceerde zijn memoires onder de titel "Vitrine XIII". Volgens ten minste één ter zake kundige recensent waren de memoires niet authentiek. Ze bevatten zoveel fouten dat ze niet van de hand van een juwelier konden zijn. In het boek wordt beschreven hoe de Rudolfinische keizerskroon ongemerkt naar Zwitserland was overgebracht, hoe de kostbare stenen uit deze wereldberoemde kroon door glas waren vervangen en hoe de kroon onopgemerkt weer terug naar Wenen was gebracht. Het verhaal is aantoonbaar onwaar.
Over de verdere juwelen wordt verteld dat alle sieraden uit elkaar zijn gehaald en dat de stenen anoniem werden verkocht. Zo moest worden verhinderd dat bekend werd dat Karl zijn juwelenverzameling had moeten verkopen. De Florentiner was volgens de lezing van deze memoires in drieën gezaagd.

## De Florentiner in kunst en literatuur
Rolf Ackermann publiceerde in 2006 een roman met de titel Der Fluch des Florentiners (De vloek van de Florentiner) waarin de Florentiner als thema wordt gebruikt.
Hopediamant · Centenary · Cullinan · Koh-i-Noor · Lepelmaker · Bruine van Lesotho · Belofte van Lesotho · Golden Jubilee · Amsterdam-diamant · Darya-ye Noor · Sancy · Beau Sancy · Spiegel van Portugal · Taylor-Burton
Zie ook: Jean-Baptiste Tavernier · Lijst van bekende diamanten